# Karla Schaefer
Karla Melissa Schaefer Cuculiza (Piura, 14 de marzo de 1966) es una administradora y política peruana. Fue congresista de la República por Piura en 2 periodos.

## Biografía
Nació en Piura, el 14 de marzo de 1966. Es sobrina de la congresista fujimorista Luisa María Cuculiza.
Estudió en el colegio Nuestra Señora de Lourdes y Mater Admirabilis ambos en Piura. Ingresó a IPAE para estudiar administración de negocios.

## Vida política
Se inició en la política como candidata al Parlamento Andino por Alianza por el Futuro en las elecciones del 2006, sin embargo, no resultó elegida.

### Congresista
Fue elegida como congresista en el 2011, y reelecta en el 2016, representando al departamento de Piura. 
A finales del 2018, criticó públicamente al sistema judicial peruano después de que el juez Richard Concepción Carhuancho decretar la prisión preventiva contra la fundadora y líder de su partido Keiko Fujimori. Schaefer aseguró sentirse "decepcionada" de una "justicia politizada". 
Durante el año 2019, junto a Alejandra Aramayo impulsó una segunda versión de la llamada "Ley Mulder" sobre publicidad institucional. Esta propuesta buscaba regular la publicidad institucional, obligando al gobierno a invertir en todo tipo de medios, "no solo los afines", según explicó su impulsora.
Tras la disolución del Congreso decretado por el expresidente Martín Vizcarra, su cargo congresal llegó a su fin el 30 de septiembre del 2019.